# 六曜
六曜，又稱孔明六曜星，是中国传统历法中的一种注文，用以标示每日的凶吉。後來傳至日本，並於當地流行，在中國則日漸式微。版本於歷代有所轉變，日本現時的版本分为先胜、友引、先负、佛灭、大安和赤口六种。
在日本众多的历法注文中，“六曜”是很有名的一种。一般的日历及手帐（一种随身的日记本）中，都有标注。它对今日的日本有着广泛的影响。主要作为冠礼、婚丧及祭祀的参考，如结婚仪式要选择“大安”，葬礼要避开“友引”等。
計算方法是將舊曆中某日的月份與日期兩數相加，若能被6整除則為「大安」，除以6餘數為1時為「赤口」，餘2、3、4、5時則分別為「先勝」、「友引」、「先負」、「佛滅」。閏月的六曜排列會與前月相同。

## 历史
“六曜”起源于中国。据传，由诸葛亮首创，称为“孔明六曜星”，主要用于军事韬略。实际上，“六曜”是否形成于三国时期尚无定论。另一说认为，“六曜”为唐代李淳风所创。
最早的历法中，用“六曜”将一个月30天分为5等分，用以区分每一天。类似于现在的星期。
公元14世纪的镰仓时代末期至室町时代，“六曜”传入日本。随后，其名称、顺序乃至意义都发生了改变。如今日本所用的“六曜”，从形式上讲，源自于19世纪初。
幕末，日本民间逐渐开始在日历上标注“六曜”。进入明治时代后，标注在历法上以预言凶吉的注文被视为迷信而遭到政府禁止。仅“六曜”，因未被归类为迷信而得以保留。从而使其迅速在民间推广开来，在二战后更是广为流传。日本的六曜在字面的意思如下，1. 先勝：搶先者取勝；2. 友引：引來朋友；3. 先負：搶先者落敗；4. 佛滅：所有功德都消散；5. 大安：萬事平安；6. 赤口：吵架。民間信仰對六曜的應用通常會和這些字面意思相關，例如在友引日舉辦喪禮被認為可能會讓亡者的朋友也被引到黃泉。
“六曜”中规定了凶吉及运势，许多内容与赌博有关。原本是被赌徒用以决定是否应该下注的。因此，现如今的日本，在国营博彩机构印制的投注彩票上，也会印有“六曜”。

## 版本
最初的六曜版本與現時的略有不同，《事林廣記》所載六曜為「大安」、「留連」、「速喜」、「赤口」、「小吉」、「空亡」。《大離書》所載為「泰安」、「流連」、「則吉」、「赤口」、「周吉」、「虛亡」。後來在口傳中又變成「大安」、「友引」、「先勝」、「赤口」、「先負」、「佛滅」，之後又被刻意改變次序，變成現時流行的版本。

## 小六壬
小六壬出自《增補許真君萬全玉匣記》，名為「李淳風六壬時課」，是一種古代靠「掐指」來占卜的方法，源於六曜曆注和六輪兀法（《居家必用事類全集·六輪經兀法》）。
占時將「大安、留連、速喜、赤口、小吉、空亡」分置食指、中指、無名指上，以「月、日、時」輪指數出，得大安、速喜、小吉為吉，其餘為凶。明清時期的白話小說有其蹤跡，如《醒世姻緣傳》：「街上一個打路莊板的瞎子走過。相大舅叫他進來，與狄希陳起課，說是速喜，時下就到」，《隋唐演義》：「叔寶便說個申時。婦人捻指一算，便道：卦名速喜」。
其「大安、留連、速喜、赤口、小吉、空亡」和六壬式十二天將的六神「青龍、玄武、朱雀、白虎、六合、勾陳」對應，可能是稱為六壬時課或小六壬的原因。